# Gingelom
Gingelom ist die südlichste Gemeinde der Provinz Limburg in Belgien mit 8732 Einwohnern (Stand: 1. Januar 2024).
Die Gemeinde umfasst die folgenden Ortschaften: Borlo, Buvingen, Jeuk, Montenaken, Niel-bij-Sint-Truiden, Mielen-boven-Aalst, Muizen, Boekhout, Vorsen, Kortijs.
Der Avernassetom ist ein gallo-römischer Grabhügel am Tombeweg südlich von Montenaken in Gingelom.
Im Norden grenzt Gingelom an die Gemeinde Sint-Truiden und im Nordosten an die Gemeinde Heers.

## Persönlichkeiten
- Érasme-Louis Surlet de Chokier (1769–1839), erster Regent des Königreichs Belgien
- Baron Émile Jules Marie Joseph François (1907–1984), Augenarzt